# Encinas de Esgueva
Encinas de Esgueva ist ein Ort und eine Gemeinde mit nur noch 218 Einwohnern (Stand: 2024) im Osten der Provinz Valladolid in der Region Kastilien-León in Spanien.

## Lage
Der Ort Encinas de Esgueva liegt in der Iberischen Meseta auf dem Südufer des Río Esgueva gut 60 km (Fahrtstrecke) östlich von Valladolid bzw. knapp 22 km nördlich der sehenswerten Kleinstadt Peñafiel in einer Höhe von ca. 830 m. Das Klima im Winter ist kalt, im Sommer dagegen warm bis heiß; der spärliche Regen (ca. 455 mm/Jahr) fällt übers Jahr verteilt.

## Bevölkerungsentwicklung
| Jahr      | 1857 | 1900 | 1950 | 2000 | 2017 |
| Einwohner | 634  | 817  | 867  | 370  | 272  |

Der deutliche Bevölkerungsrückgang seit der Mitte des 20. Jahrhunderts ist im Wesentlichen auf die Mechanisierung der Landwirtschaft, die Aufgabe von bäuerlichen Kleinbetrieben, den daraus resultierenden Mangel an Arbeitsplätzen und die Abwanderung vieler Familien in die größeren Städte zurückzuführen (Landflucht).

## Wirtschaft
Die Einwohner des Ortes lebten jahrhundertelang hauptsächlich als Selbstversorger von der Landwirtschaft, zu der auch ein wenig Viehzucht (Schafe, Ziegen, Hühner) und in geringem Umfang auch der Weinbau gehörte. Erwirtschaftete Überschüsse konnten wegen der großen Entfernungen zu den städtischen Märkten nur schwer verkauft werden.

## Geschichte
Keltische, römische und westgotische Spuren wurden bislang nicht entdeckt. Im 8. Jahrhundert wurde das Gebiet von den Mauren erobert, doch bereits im frühen 10. Jahrhundert eroberten asturisch-leonesische Heere die Gebiete nördlich des Duero zurück (reconquista). Ende des 10. Jahrhunderts machte der maurische Heerführer Almansor die christlichen Erfolge vorübergehend wieder zunichte, doch im 11. Jahrhundert dehnte das Königreich León mit Unterstützung der Grafen von Kastilien sein Herrschaftsgebiet erneut bis zur Duero-Grenze aus. Nach vorangegangenen Fehlversuchen vereinigte sich León im Jahr 1230 endgültig mit dem aufstrebenden Königreich Kastilien. Im Jahr 1394 erwarb Diego López de Zúñiga die Grundherrschaft (señorio) über den Ort, den einer seiner Nachfahren im Jahr 1574 an Antonio del Río Aguilar weiterverkaufte.

## Sehenswürdigkeiten

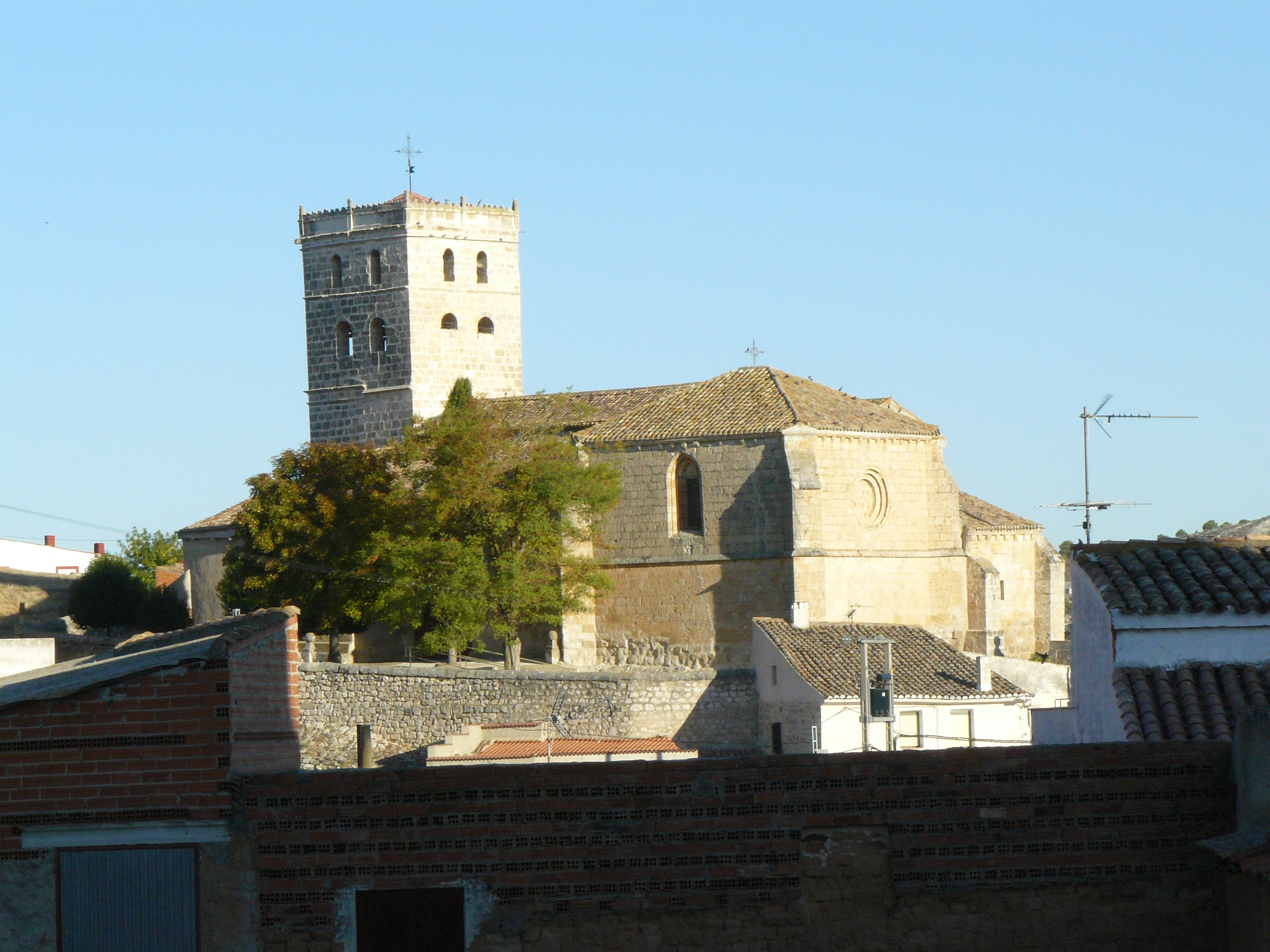
Encinas de Esgueva – Kirche San Mamés

- Die heute sichtbare Burg mit ihren 4 zinnenbekrönten Ecktürmen und einem äußeren Mauerring stammt aus dem ausgehenden 14. Jahrhundert und besteht in großen Teilen aus exakt behauenen Steinen. Der Bergfried (torre del homenaje) hat zwei Zwillingsfenster (ajimezes). Im 16. Jahrhundert wurden bauliche Veränderungen im Innern der Burg vorgenommen; das Gesamtbild blieb jedoch nahezu unverändert. In den folgenden Jahrhunderten verfiel das Bauwerk trotz seiner Nutzung als Getreidespeicher; um die Mitte des 20. Jahrhunderts wurde es restauriert.[4][5]
- Die dreischiffige Pfarrkirche San Mamés ist dem in Mitteleuropa nahezu unbekannten hl. Mamas von Kappadokien geweiht und stammt aus der zweiten Hälfte des 14. Jahrhunderts; der Glockenturm (campanario) ist eine Hinzufügung des 17. oder 18. Jahrhunderts. Neben dem barocken Hauptaltar schmücken weitere Altarretabel (retablos) das Kircheninnere.
- Der Ort besteht aus einer bunten Mischung aus Bruchstein- und Ziegelsteinhäusern. In die Hanglagen sind mehrere Felsenkeller (bodegas) heineingetrieben worden.